# Hlavní štáb partyzánských oddílů na Slovensku
Hlavní štáb partyzánských oddílů na Slovensku (HŠPO) byl od 18. září 1944 ústřední koordinační a řídící orgán partyzánského hnutí na Slovensku. Štáb sloužil jako orgán SNR pro velení partyzánskému hnutí a součinnost s 1. československou armádou na Slovensku (1. ČSA) v rámci Rady na obranu Slovenska během Slovenského národního povstání se souhlasem Ústředního štábu partyzánského hnutí (ÚŠPH) v Kyjevě.
Náčelníkem (velitelem) štábu byl Karol Šmidke (jmenován SNR již dne 7. 9. 1944), který měl dva zástupce. 1. zástupce byl podplukovník Branislav Manica a 2. zástupce JUDr. Vladimír Daxner. Štáb byl umístěn v Banské Bystrici, odkud se 26. října přestěhoval do prostoru Nízkých Tater. 29. října 1944 byla jeho působnost rozšířena na celé československé území a proto byl přejmenován na Hlavní štáb partyzánského hnutí v Československu (HŠPH), v jehož čele byl od 30. září 1944 plukovník Alexej Nikitič Asmolov.
Politické vedení SNP převzalo předsednictvo pléna SNR, kterému podléhaly jednotlivé pověřenectva a jejich řídící pracovníci v paritním zastoupení komunistů a nekomunisty. Plénum mělo 50 členů: 24 komunistů (včetně sociálních demokratů) a 24 představitelů občanského odboje (členy Demokratické strany po 17. září 1944) plus dva vojenští velitelé 1. ČSA - generálové Ján Golian a Rudolf Viest. Plénum od 5. září do 23. října 1944 zasedalo patnáctkrát. 12. září 1944 se konalo 4. zasedání SNR s hlavním bodem programu - zřízení Rady na obranu Slovenska. Jejím prvořadým úkolem bylo organizovat obranu svobodného území, řídit bojové činnosti povstalecké armády a partyzánských jednotek. Předsedou Rady se stal velitel 1. ČSA na Slovensku Golian, později Viest. Dalšími členy Rady byli dva zástupci SNR, tři představitelé povstalecké armády a dva zástupci HŠPO.
Na osvobozeném území došlo k převzetí moci místními a okresními Revolučními národními výbory (RNV), které organizovaly nábor záložníků do armády a dobrovolníků do partyzánských oddílů (mobilizační vyhlášky). Tak jako orgány SNR, i RNV byli paritně složené z komunistů a nekomunistů.